# Rinaldo Del Bo

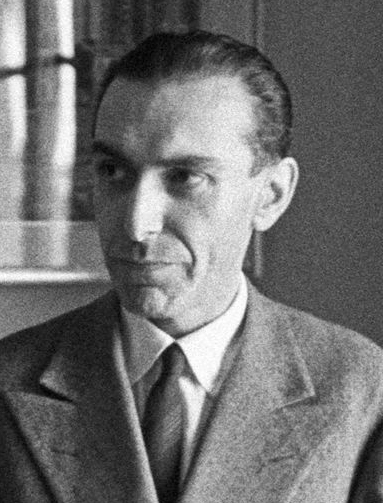
Rinaldo Del Bo

Rinaldo (Dino) Del Bo (Milaan, 19 november 1916 – aldaar, 16 januari 1991) was een Italiaans politicus. Hij was van 1963 tot 1967 voorzitter van de Hoge Autoriteit van de Europese Gemeenschap voor Kolen en Staal (EGKS).
Del Bo was lid van de DC en zat namens zijn partij tussen 1948 en 1963 in de Kamer van Afgevaardigden. Del Bo was van 1957 tot 1959 minister van parlementaire betrekkingen in de regering van Adone Zoli en daarna Amintore Fanfani. Van februari 1959 tot maart 1960 was hij minister van buitenlandse handel in het tweede kabinet van Antonio Segni. Del Bo volgde in 1963 zijn landgenoot Piero Malvestiti op als voorzitter van de Hoge Autoriteit van de Europese Gemeenschap voor Kolen en Staal. Hij trad in 1967, toen zijn termijn al een jaar verlopen was maar hij aan was gebleven vanwege de op handen zijnde fusie van de Europese Gemeenschappen, wegens gezondheidsredenen terug en werd waargenomen door Albert Coppé.